# Messier 99
Messier 99 (auch als NGC 4254 bezeichnet) ist eine +9,7 mag helle Spiralgalaxie mit einer Flächenausdehnung von 5,3' × 4,6' im Sternbild Haar der Berenike.
M99 wurde am 15. März 1781 zusammen mit den benachbarten Spiralgalaxien M98 und M100 von Pierre Méchain entdeckt. Sie war nach der Whirlpool-Galaxie M51 die zweite Galaxie, deren Spiralstruktur entdeckt wurde, und zwar von Lord Rosse im Jahr 1846. Er kommentierte seine Entdeckung mit den Zeilen:

„Spirale mit einem hellen Stern darüber; ein dünner Teil des Nebels reicht über diesen Stern hinaus. Die Hauptspirale liegt unten und ist rechtsdrehend.“

M99 ist eine Galaxie vom Hubble-Typ Sc, die wir beinahe frontal sehen. Eigentümlich an der Gestalt der Galaxie ist jedoch ihr verrutschter Kern, der im Bild deutlich nördlich des Zentrums der Spirale liegt. Die Galaxie liegt am nördlichen Rand des Virgo-Galaxienhaufens in der Nähe der Spiralgalaxie M98. Es gibt Mutmaßungen, dass der verrutschte Kern und die Nähe dieser beiden Galaxien kein Zufall sind, sondern auf einen Vorbeiflug aneinander in der Vergangenheit hindeuten. Diese Spekulation wird zusätzlich durch die Tatsache genährt, dass beide Galaxien entgegengesetzte und zugleich hohe Pekuliargeschwindigkeiten besitzen.

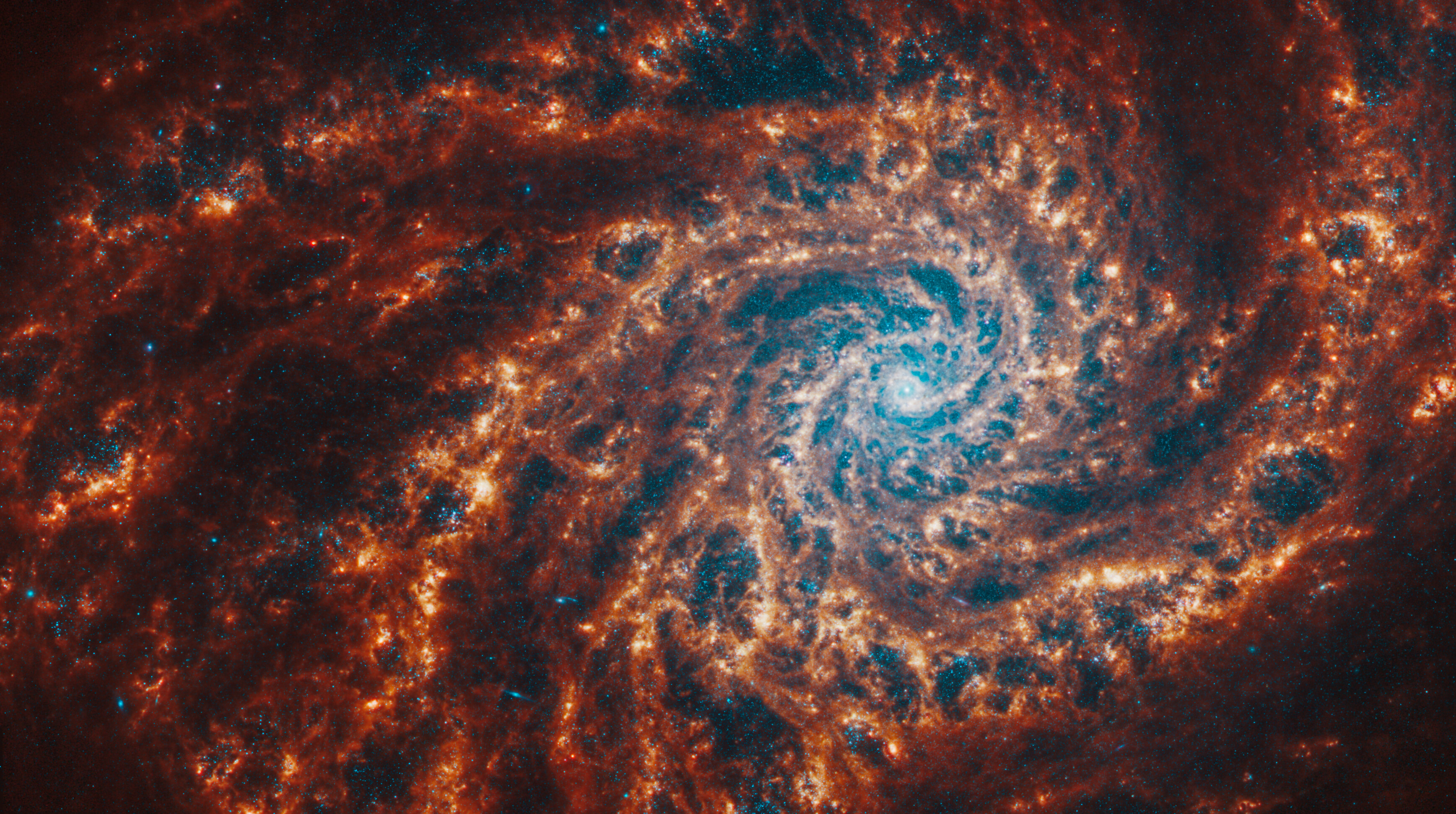
Infrarotaufnahmen mithilfe des James-Webb-Weltraumteleskops
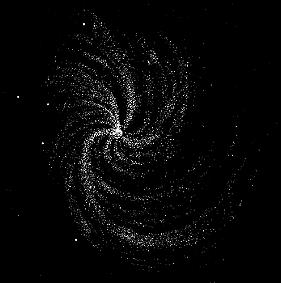
Zeichnung von William Parsons, 1848
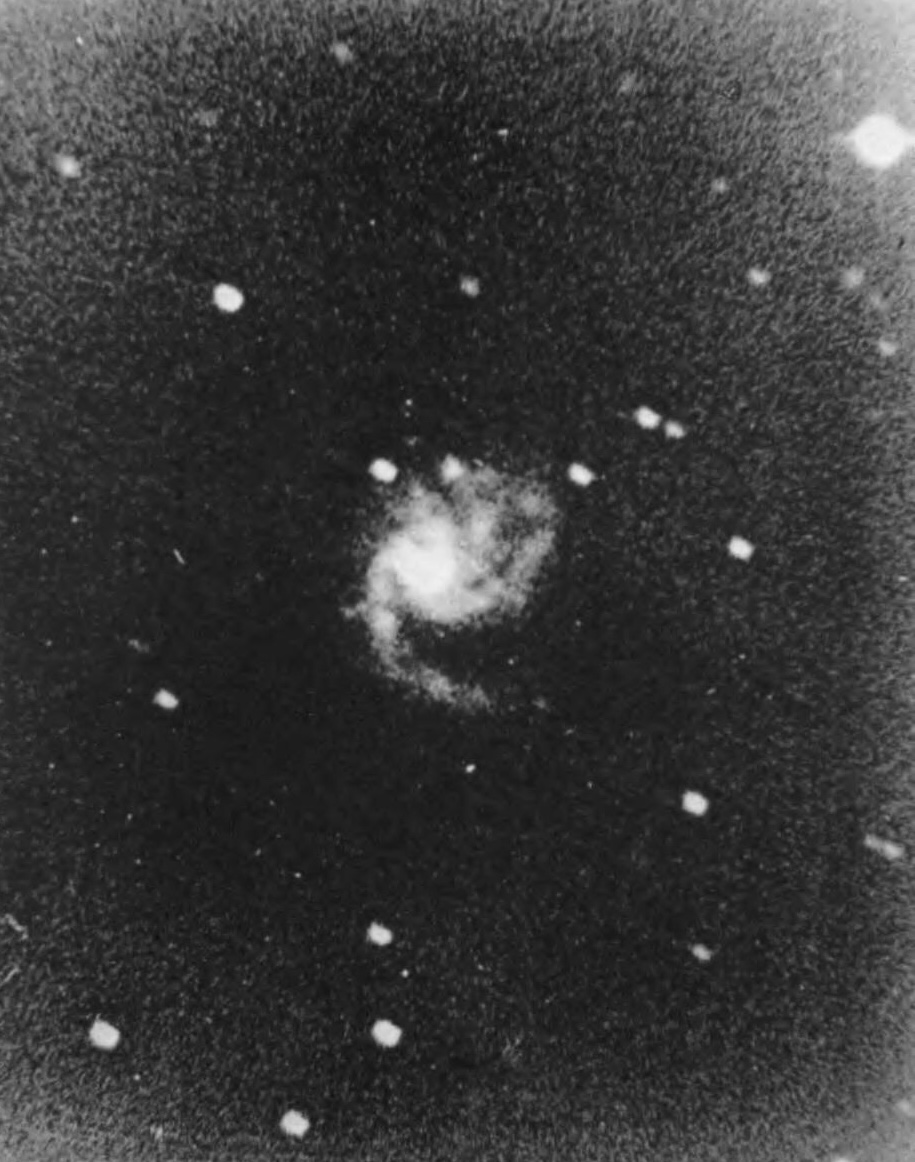
Frühe fotografische Aufnahme, Isaac Roberts, 1896
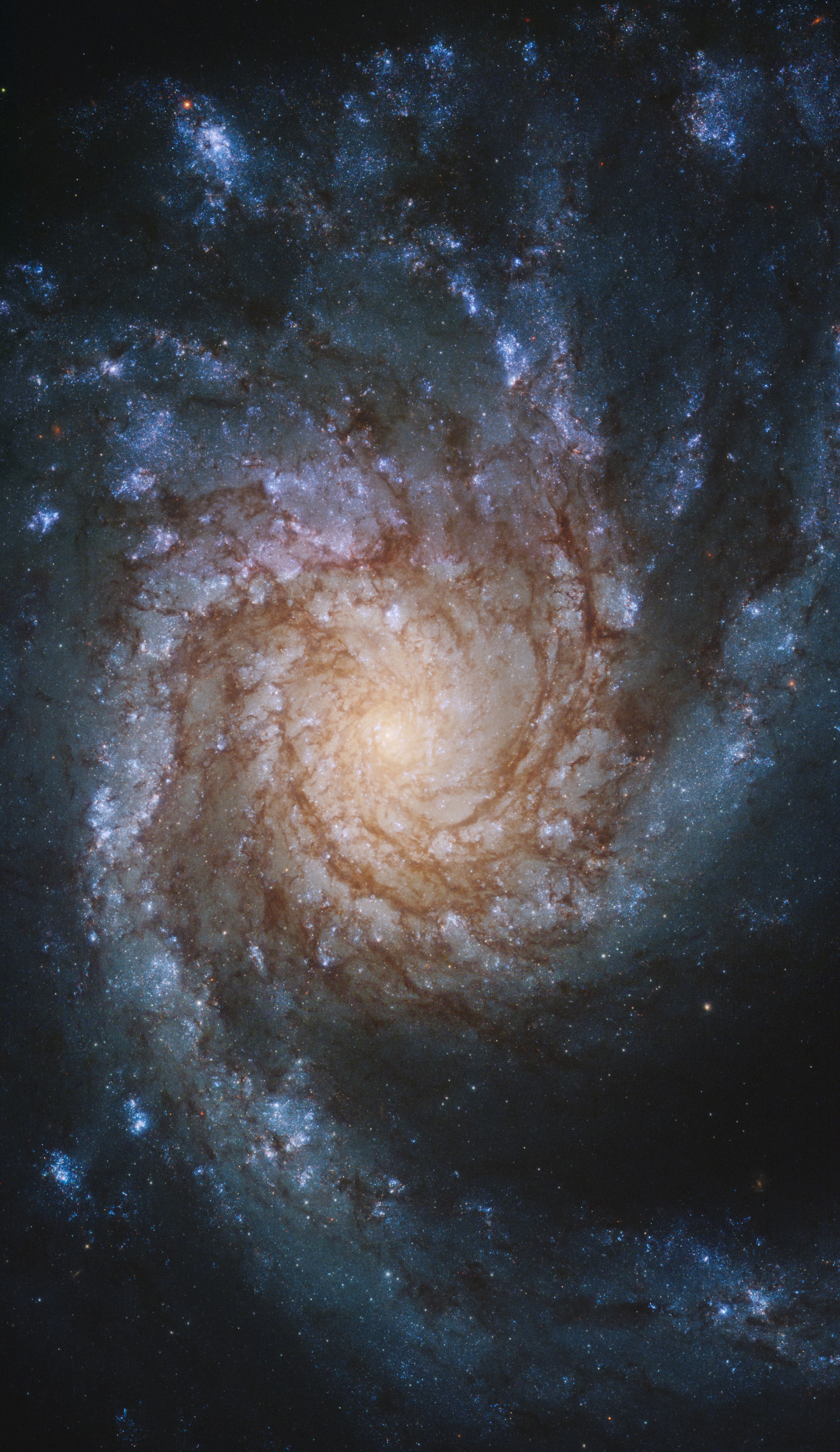
Hochaufgelöste Aufnahme des Hubble-Weltraumteleskops, 2020
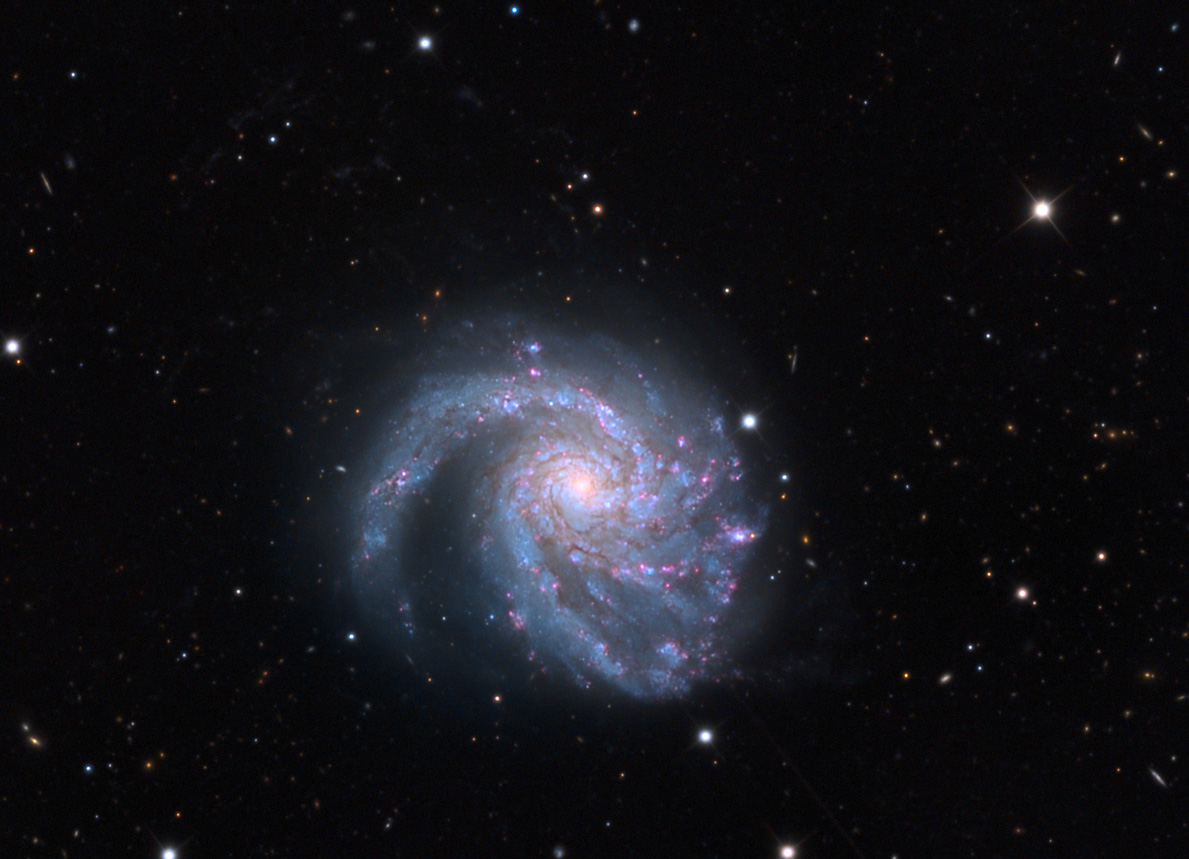
Panoramaaufnahme mit dem 81-cm-Spiegelteleskop des Mount-Lemmon-Observatoriums

## VirgoHI21
Untersuchungen eines Teams um Pierre-Alain Duc im Jahr 2007 haben ergeben, dass die Galaxie M98 (NGC 4192) nicht nur für die Deformation von M99 verantwortlich zeichnet, sondern auch für die als Prototypen der Dunklen Galaxien geführte Struktur VirgoHI21. Den Untersuchungen zufolge zog M98 vor 750 Millionen Jahren mit einer Relativgeschwindigkeit von 1125 km/s nahe an M99 vorbei und entriss ihr dabei sehr viel Wasserstoff, der nun die Struktur bildet.